# Mangora balbina
Mangora balbina là một loài nhện trong họ Araneidae.
Loài này thuộc chi Mangora. Mangora balbina được Herbert Walter Levi miêu tả năm 2007.